# Olympische Winterspiele 2022/Freestyle-Skiing/Qualifikation
Der folgende Artikel beschreibt die Qualifikation im Freestyle-Skiing für die Olympischen Winterspiele 2022.

## Qualifikationsnormen
Die Athleten mussten während des Qualifikationszeitraums (1. Juli 2020 bis 16. Januar 2022) bei einem Wettkampf im Freestyle-Skiing-Weltcup einen Platz unter den besten 30 erreichen und zudem über eine Mindestanzahl an FIS-Punkten verfügen. Dies sind in den Aerials, Buckelpisten und Skicrosswettkämpfen mindestens 80 Punkte und in der Halfpipe, im Slopestyle und beim Big Air mindestens 50 Punkte. Insgesamt gibt es 284 Quotenplätze. Pro NOK können maximal 30 Athleten (16 pro Geschlecht) gemeldet werden. Wenn ein NOK für den Aerials-Mixed-Wettkampf qualifiziert ist, darf es seine Athletenanzahl auf 32 erweitern.

## Vergabe von Quotenplätzen
Mit Ende des Qualifikationszeitraums am 16. Januar 2022 erfolgte die Vergabe der Quotenplätze anhand einer Liste, die alle Ergebnisse der Weltcups von Juli 2020 sowie der Freestyle-Skiing-Weltmeisterschaften 2021 berücksichtigte. Die Startplätze wurden an die NOKs vergeben. Sobald ein NOK das Maximum von 4 Quotenplätzen bei einer Disziplin erreicht hatte, wurden die weiteren gewonnenen Quotenplätze nicht mehr bei der Vergabe berücksichtigt. Wenn ein NOK die Gesamtzahl von 16 Athleten pro Geschlecht oder 30 Athleten insgesamt (32, sofern das NOK für den Aerials-Mixed-Wettkampf qualifiziert ist) überschreitet, liegt es an diesem NOK, bis zum 18. Januar 2022 auszuwählen welche Quotenplätze es beansprucht. Alle nicht beanspruchten Quotenplätze werden dann neu vergeben. Slopestyle und Big Air werden als eine Disziplin gezählt.

### Verteilung der Quotenplätze für den Aerials Mixed-Wettkampf
Teilnahmeberechtigt für den Aerials Mixed-Wettkampf sind alle Nationen, die mindestens drei Athleten in den Einzelwettkämpfen stellen. Unter diesen drei Athleten muss mindestens eine Frau und ein Mann vertreten sein. Sollten weniger als acht Nationen die erforderliche Anzahl von Athleten haben, erhalten NOKs, die entweder einen weiteren männlichen oder weiblichen Teilnehmer mehr benötigen, einen zusätzlichen Quotenplatz, um teilnehmen zu können.

### Zusätzliche Teilnahme für bereits qualifizierte Sportler
Die Halfpipe-Wettkämpfen sind pro Geschlecht auf 25 Quotenplätze begrenzt. Athleten, die sich im Slopestyle oder Big Air qualifiziert haben und die Qualifikationsnorm in der Halfpipe erfüllt haben, können jedoch ebenfalls antreten, wobei die Gesamtanzahl auf maximal 30 Athleten pro Geschlecht erhöht wird. Ebenso können die Slopestyle- und Big Air-Wettkämpfe Athleten umfassen, die sich in der Halfpipe qualifiziert haben, solange auch hier die Gesamtzahl von 30 Athleten pro Geschlecht nicht überschritten werden darf. 

### Quotenplätze für das Gastgeberland
Wenn China als Gastgeber nicht mindestens einen Quotenplatz in jeder Disziplin erreicht hat, hat es innerhalb der vorgeschriebenen Höchstgrenzen Anspruch auf einen Quotenplatz, sofern der Athlet die Qualifikationsnorm erfüllt hat.

## Übersicht
| Nation             | Männer | Männer | Männer | Männer | Männer | Frauen | Frauen | Frauen | Frauen | Frauen | Mixed | Gesamt |
| Nation             | AE     | HP     | BP     | SS/BA  | SC     | AE     | HP     | BP     | SS/BA  | SC     | AE    | Gesamt |
| ------------------ | ------ | ------ | ------ | ------ | ------ | ------ | ------ | ------ | ------ | ------ | ----- | ------ |
| Australien         |        |        | 4      |        |        | 3      | 1      | 4      | 1      | 1      |       | 14     |
| Belarus            | 4      |        |        |        |        | 3      |        |        |        |        | X     | 7      |
| Brasilien          |        |        |        |        |        |        |        | 1      |        |        |       | 1      |
| Chile              |        |        |        |        |        |        |        |        | 1      | 1      |       | 1      |
| China              | 4      | 4      | 1      | 1      | 1      | 3      | 4      | 1      | 2      | 2      | X     | 21     |
| Deutschland        |        |        |        |        | 4      | 1      | 1      | 2      | 1      | 2      |       | 9      |
| Estland            |        |        |        |        |        |        | 1      |        | 1      |        |       | 2      |
| Finnland           |        | 1      | 3      | 1      |        |        |        |        | 1      |        |       | 6      |
| Frankreich         |        | 1      | 2      | 1      | 4      |        |        | 2      | 1      | 4 2    |       | 13     |
| Großbritannien     | 1      | 1      | 1      | 1      | 1      |        | 2 1    | 2      | 3      | 1      |       | 11     |
| Irland             |        | 1      |        |        |        |        |        |        |        |        |       | 1      |
| Italien            |        |        |        | 1      | 1      |        |        |        | 1      | 2      |       | 5      |
| Japan              |        | 1      | 4      |        | 2      |        | 2 1    | 4      | 1      |        |       | 12     |
| Kanada             | 3      | 4 3    | 4 2    | 4      | 4      | 4 3    | 4 3    | 4 3    | 4 3    | 4      | X     | 32     |
| Kasachstan         | 1      |        | 2      |        |        | 2      |        | 4      |        |        | X     | 9      |
| Neuseeland         |        | 4      |        | 2      |        |        | 2      |        | 1      |        |       | 9      |
| Niederlande        |        |        |        |        |        |        | 1      |        |        |        |       | 1      |
| Norwegen           |        | 1      |        | 4      |        |        |        |        | 2      |        |       | 6      |
| Österreich         |        | 2 1    |        | 2      | 4      |        |        | 1      | 2      | 3      |       | 13     |
| ROC                | 4 3    | 1      | 2      |        | 3      | 3      | 2 1    | 4      | 2      | 4      | X     | 23     |
| Schweden           |        |        | 4      | 4      | 4      |        |        |        |        | 2      |       | 14     |
| Schweiz            | 3      | 2      | 1      | 4      | 4      | 1      |        |        | 3      | 4      | X     | 22     |
| Spanien            |        |        |        | 2      |        |        |        |        |        |        |       | 2      |
| Südkorea           |        | 1      |        |        |        |        | 2      |        |        |        |       | 3      |
| Tschechien         |        |        |        |        |        |        |        |        |        | 2      |       | 2      |
| Ukraine            | 3      |        |        |        |        | 2      |        |        |        |        | X     | 5      |
| Vereinigte Staaten | 3      | 4      | 4      | 4      | 1      | 4      | 4      | 4      | 4      | 2 0    | X     | 32     |
| Gesamt: 27 NOKs    | 25     | 24     | 30     | 30     | 32     | 25     | 22     | 30     | 30     | 28     | 8     | 276    |

## Nominierte Athleten

### Männer

#### Buckelpiste
| NOK                | Nominierte Athleten | Nominierte Athleten | Nominierte Athleten | Nominierte Athleten    |
| ------------------ | ------------------- | ------------------- | ------------------- | ---------------------- |
| Australien         | Matt Graham         | James Matheson      | Brodie Summers      | Cooper Woods-Topalovic |
| Japan              | Daichi Hara         | Ikuma Horishima     | So Matsuda          | Kosuke Sugimoto        |
| Schweden           | Felix Elofsson      | Oskar Elofsson      | Ludvig Fjällström   | Walter Wallberg        |
| Vereinigte Staaten | Cole McDonald       | Nick Page           | Dylan Walczyk       | Bradley Wilson         |
| Finnland           | Olli Penttala       | Jimi Salonen        | Severi Vierelä      | —                      |
| Frankreich         | Benjamin Cavet      | Sacha Theocharis    | —                   | —                      |
| Kanada             | Laurent Dumais      | Mikaël Kingsbury    | —                   | —                      |
| Kasachstan         | Pawel Kolmakow      | Dmitri Reicherd     | —                   | —                      |
| ROC                |                     |                     | —                   | —                      |
| China              | Zhao Yang           | —                   | —                   | —                      |
| Großbritannien     | William Feneley     | —                   | —                   | —                      |
| Schweiz            | Marco Tadé          | —                   | —                   | —                      |

#### Skicross
| NOK                | Nominierte Athleten   | Nominierte Athleten | Nominierte Athleten | Nominierte Athleten   |
| ------------------ | --------------------- | ------------------- | ------------------- | --------------------- |
| Deutschland        | Niklas Bachsleitner   | Daniel Bohnacker    | Tobias Müller       | Florian Wilmsmann     |
| Frankreich         | Jean-Frédéric Chapuis | Bastien Midol       | François Place      | Terence Tchiknavorian |
| Kanada             | Kevin Drury           | Reece Howden        | Brady Leman         | Jared Schmidt         |
| Österreich         | Adam Kappacher        | Johannes Rohrweck   | Tristan Takats      | Robert Winkler        |
| Schweiz            | Joos Berry            | Romain Détraz       | Alex Fiva           | Ryan Regez            |
| Schweden           | Viktor Andersson      | Elliott Baralo      | David Mobärg        | Erik Mobärg           |
| ROC                |                       |                     |                     | —                     |
| Japan              | Ryō Sugai             | Kei Furuno          | —                   | —                     |
| Großbritannien     | Ollie Davies          | —                   | —                   | —                     |
| Italien            |                       | —                   | —                   | —                     |
| Vereinigte Staaten | Tyler Wallasch        | —                   | —                   | —                     |

#### Halfpipe
| NOK                | Männer              | Männer              | Männer              | Männer              |
| NOK                | nominierte Athleten | nominierte Athleten | nominierte Athleten | nominierte Athleten |
| ------------------ | ------------------- | ------------------- | ------------------- | ------------------- |
| China              |                     |                     |                     |                     |
| Neuseeland         | Ben Harrington      | Gustav Legnavsky    | Miguel Porteous     | Nico Porteous       |
| Vereinigte Staaten | Aaron Blunck        | Alex Ferreira       | Birk Irving         | David Wise          |
| Kanada             |                     |                     |                     | —                   |
| Schweiz            | Robin Briguet       | Rafael Kreienbühl   | —                   | —                   |
| Finnland           |                     | —                   | —                   | —                   |
| Frankreich         | Kévin Rolland       | —                   | —                   | —                   |
| Großbritannien     | Gus Kenworthy       | —                   | —                   | —                   |
| Irland             |                     | —                   | —                   | —                   |
| Österreich         | Marco Ladner        | —                   | —                   | —                   |
| ROC                |                     | —                   | —                   | —                   |
| Südkorea           |                     | —                   | —                   | —                   |

### Frauen

#### Buckelpiste
| NOK                | Nominierte Athletinnen  | Nominierte Athletinnen   | Nominierte Athletinnen | Nominierte Athletinnen |
| ------------------ | ----------------------- | ------------------------ | ---------------------- | ---------------------- |
| Australien         | Jakara Anthony          | Sophie Ash               | Britteny Cox           | Taylah O’Neill         |
| Japan              | Junko Hoshino           | Anri Kawamura            | Kisara Sumiyoshi       | Hinako Tomitaka        |
| Kasachstan         | Ajaulym Amrenowa        | Julija Galyschewa        | Anastassija Gorodko    | Olessya Graur          |
| ROC                | Anastassija Smirnowa    |                          |                        |                        |
| Vereinigte Staaten | Olivia Giaccio          | Jaelin Kauf              | Kai Owens              | Hannah Soar            |
| Kanada             | Chloé Dufour-Lapointe   | Justine Dufour-Lapointe  | Sofiane Gagnon         |                        |
| Frankreich         | Camille Cabrol          | Perrine Laffont          | —                      | —                      |
| Großbritannien     | Leonie Gerken Schofield | Makayla Gerken Schofield | —                      | —                      |
| Brasilien          | Sabrina Cass            | —                        | —                      | —                      |
| China              | Li Nan                  | —                        | —                      | —                      |
| Österreich         | Katharina Ramsauer      | —                        | —                      | —                      |

#### Halfpipe
| NOK                | Nominierte Athletinnen | Nominierte Athletinnen | Nominierte Athletinnen | Nominierte Athletinnen |
| ------------------ | ---------------------- | ---------------------- | ---------------------- | ---------------------- |
| China              |                        |                        |                        |                        |
| Vereinigte Staaten | Hanna Faulhaber        | Devin Logan            | Carly Margulies        | Brita Sigourney        |
| Kanada             |                        |                        |                        | —                      |
| Neuseeland         | Anja Barugh            | Chloe McMillan         | —                      | —                      |
| Schweiz            |                        |                        | —                      | —                      |
| Südkorea           |                        |                        | —                      | —                      |
| Australien         | Abi Harrigan           | —                      | —                      | —                      |
| Deutschland        | Sabrina Cakmakli       | —                      | —                      | —                      |
| Estland            | Kelly Sildaru          | —                      | —                      | —                      |
| Großbritannien     | Zoe Atkin              | —                      | —                      | —                      |
| Japan              | Saori Suzuki           | —                      | —                      | —                      |
| Niederlande        |                        | —                      | —                      | —                      |
| ROC                |                        | —                      | —                      | —                      |

#### Skicross
| NOK         | Nominierte Athletinnen | Nominierte Athletinnen | Nominierte Athletinnen | Nominierte Athletinnen |
| ----------- | ---------------------- | ---------------------- | ---------------------- | ---------------------- |
| Kanada      | Courtney Hoffos        | Brittany Phelan        | Hannah Schmidt         | Marielle Thompson      |
| ROC         |                        |                        |                        |                        |
| Schweiz     | Talina Gantenbein      | Saskja Lack            | Sanna Lüdi             | Fanny Smith            |
| Österreich  | Christina Födermayr    | Andrea Limbacher       | Katrin Ofner           | —                      |
| China       |                        |                        | —                      | —                      |
| Deutschland | Johanna Holzmann       | Daniela Maier          | —                      | —                      |
| Frankreich  | Alizée Baron           | Jade Grillet Aubert    | —                      | —                      |
| Italien     |                        |                        | —                      | —                      |
| Schweden    | Alexandra Edebo        | Sandra Näslund         | —                      | —                      |
| Tschechien  | Diana Cholenská        | Nikol Kučerová         | —                      | —                      |
| Australien  | Sami Kennedy-Sim       | —                      | —                      | —                      |